# Contea di Bannock
La contea di Bannock (in inglese Bannock County) è una contea dello Stato dell'Idaho, negli Stati Uniti. La popolazione al censimento del 2000 era di 75 565 abitanti. Il capoluogo di contea è Pocatello.

## Geografia
La contea si trova nel sud-est dello Stato. Il fiume Portneuf scorre attraverso la contea e incontra lo Snake nell'angolo nord-ovest. La contea ospita parte della Foresta nazionale di Caribou-Targhee.
Nel territorio si trova anche parte della Riserva Fort Hall dei popoli Shoshone e Bannock.

### Contee confinanti
- Contea di Bingham - nord
- Contea di Caribou - est
- Contea di Franklin - sud-est
- Contea di Oneida - sud-ovest
- Contea di Power - ovest

## Storia
La contea fu creata nel 1893 da parte della contea di Bingham. Fu chiamata così per i nativi dell'area.

## Comuni

### Cities
- Arimo
- Chubbuck
- Downey
- Inkom
- Lava Hot Springs
- McCammon
- Pocatello (capoluogo)

### Census-designated places
- Fort Hall
- Tyhee